# Jesse Brown

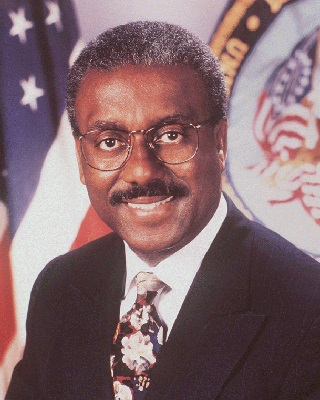
Jesse Brown

Jesse Brown (* 27. März 1944 in Detroit; † 15. August 2002 in Warrenton, Virginia) war ein US-amerikanischer Politiker der Demokratischen Partei, der dem Kabinett von US-Präsident Bill Clinton als Minister für Kriegsveteranen angehörte.
Der aus Michigan stammende Jesse Brown wuchs in Chicago auf. Er besuchte die Catholic University of America in Washington D.C. und die Roosevelt University in Chicago, ehe er seinen Abschluss am City College of Chicago machte.
1963 trat er dem United States Marine Corps bei. Im Vietnamkrieg diente er als Mitglied der Marines, wobei er 1965 bei Kämpfen in der Nähe von Đà Nẵng schwer verwundet wurde. Nach seiner Rückkehr aus dem Krieg und dem Abschied aus dem Marine Corps wurde er Mitglied der Disabled American Veterans, einer Hilfsorganisation für behinderte Kriegsveteranen. Zwischen 1989 und 1993 fungierte er als deren erster afroamerikanischer Direktor.
Nach dem Wahlsieg der Demokraten im Jahr 1992 wurde Jesse Brown von Bill Clinton als Minister für Kriegsveteranen in sein Kabinett berufen. Während seiner viereinhalbjährigen Amtszeit erhöhte Brown die Leistungen für weibliche und obdachlose Veteranen sowie für jene, die durch den gegnerischen Einsatz chemischer Waffen im Vietnam- und im Golfkrieg unter chronischen Krankheiten litten.
Nach seinem Ausscheiden aus der Regierung am 3. Juli 1997 gründete Jesse Brown die Beraterfirma Brown and Associates. Er starb im August 2002 an Amyotropher Lateralsklerose, auch als Lou-Gehrig-Syndrom bekannt, und wurde auf dem Nationalfriedhof Arlington beigesetzt.